# سراب (فلم 2018)
سراب (بالإسبانية: Durante la tormenta) هو فيلم دراما وإثارة إسباني لعام 2018، من إخراج أوريول باولو، وبطولة كل من أدريانا أوجارت، ألفارو مورتي، خافيير غوتيريز ألفاريز وآخرون.

## القصة
تبدأ أحداث الفيلم في 9 نوفمبر 1989، تزامنًا مع العاصفة التي شهدت سقوط جدار برلين. في ذلك الوقت، كان هناك صبي صغير يسجل شرائط فيديو عندما سمع صوتًا غريبًا يأتي من منزل جيرانه. دفعه الفضول للذهاب والتحقق، ليكتشف أن جاره قد قتل زوجته. عندما أدرك الجار وجود الصبي، طارده ليقتله باعتباره الشاهد الوحيد على جريمته. خلال مطاردته في الشارع، تصدم الصبي سيارة مسرعة تودي بحياته.
بعد 25 عامًا، وتحديدًا في عام 2014، تنتقل عائلة عادية للسكن في منزل الصبي. أثناء ترتيبهم للمنزل، يعثرون على كاميرا الصبي القديمة وشرائط الفيديو التي كان قد سجلها. تبدأ العائلة بمشاهدة هذه الأشرطة، وفي إحدى الليالي، تلاحظ الأم أن التلفاز القديم لا يزال يعمل. ولدهشتها، يظهر الصبي على الشاشة ويتحدث إليها من خلال فجوة زمنية في اليوم الذي قُتل فيه قبل 25 عامًا. تحاول الأم إنقاذ الصبي من الموت، وتنجح بالفعل في منعه من التعرض للحادث المميت.
لكن عند استيقاظها، تكتشف الأم أن حياتها قد تغيرت بالكامل نتيجة لهذا التداخل الزمني. تدرك لاحقًا أن هذا التغيير كان نتيجة تواصلها مع الصبي خلال العاصفة. ومن هنا، تبدأ الأم في سباق مع الزمن، تسعى جاهدةً للعثور على الصبي خلال فترة العاصفة التي تستمر 72 ساعة، في محاولة لاستعادة حياتها الأصلية.

## روابط خارجية
- سراب على موقع IMDb (الإنجليزية)
- سراب على موقع روتن توميتوز (الإنجليزية)
- سراب على موقع نتفليكس (الإنجليزية)
- سراب على موقع ألو سيني (الفرنسية)
- سراب على موقع ألو سيني (الفرنسية)
- سراب على موقع فيلمافينيتي (الإسبانية)
- سراب على موقع قاعدة بيانات الفيلم (الإنجليزية)
- سراب على موقع ليتربوكسد (الإنجليزية)
- سراب على موقع كينوبويسك (الروسية)